# Alosa kessleri
Alosa kessleri és una espècie de peix de la família dels clupeids i de l'ordre dels clupeïformes present a la mar Càspia.
Els mascles poden assolir 52 cm de llargària total i els 1.200 g de pes.
Menja principalment peixets i, en menys quantitat, larves d'insectes i crustacis (tot i que aquests darrers són la menja fonamental de la subespècie Alosa kessleri volgensis).
Viu fins als 8 anys.
La carn d'Alosa kessleri kessleri és coneguda per ésser la més saborosa de tots els clupeids de la mar Càspia a causa del seu alt contingut de greix (18,9% del seu pes abans del període de fresa, després d'aquest només en representa un 1,5%).